# Calauit
Calauit es una isla de las islas de Calamianes, Filipinas, emplazamiento del barrio rural oficialmente conocido como Rizal, perteneciente al municipio filipino de tercera categoría de Busuanga perteneciente a la provincia  de Paragua en Mimaro,  Región IV-B.

## Geografía
Este barrio  se encuentra en  la isla de  Busuaga en la península de su nombre, separadas por la bahía de Illultuk (Illultuk Bay). 
Busuaga es la mayor del Grupo Calamian situado a medio camino entre las islas de Mindoro (San José) y de Paragua (Puerto Princesa), con el Mar de la China Meridional a poniente y el mar de Joló a levante. Al sur de la isla están las otras dos islas principales del Grupo Calamian: Culión y  Corón.
Linda al norte y al oeste con la mar; al sur con los barrios de  Buluang (Bulwang) y de Nueva Busuanga (New Busuanga); y al este con el barrio de Cheey.  
Comprende además las  islas  de  Dimipac y Tanobán (Tanohon) ambas situadas en el mar de Joló.
Este barrio comprende los siguientes sitios: Binalayán, Cadyes, Abanabán, Kawirén, Quezón, Calauit y Dahat.

### Demografía
El barrio  de Calauit contaba  en mayo de 2010 con una población de 943  habitantes.

## Historia
El 17 de junio de 1950, este barrio de Calawit, que hasta  ahora formaba parte del municipio de Corón pasan a constituir un nuevo municipio que será conocido con el nombre de Busuanga. Su ayuntamiento se situará en el barrio de  Nueva Busuanga.